# Communauté de communes du Pays de Ribeauvillé
Die Communauté de communes du Pays de Ribeauvillé ist ein französischer Gemeindeverband mit der Rechtsform einer Communauté de communes im Département Haut-Rhin in der Region Grand Est. Sie wurde am 30. Mai 1996 gegründet und umfasst 16 Gemeinden. Der Verwaltungssitz befindet sich im Ort Ribeauvillé.

## Mitgliedsgemeinden
| Gemeinde                                      | Einwohner 1. Januar 2022 | Fläche km² | Dichte Einw./km² | Code INSEE | Postleitzahl |
| --------------------------------------------- | ------------------------ | ---------- | ---------------- | ---------- | ------------ |
| Aubure                                        | 357                      | 4,90       | 73               | 68014      | 68150        |
| Beblenheim                                    | 931                      | 5,61       | 166              | 68023      | 68980        |
| Bennwihr                                      | 1.335                    | 6,59       | 203              | 68026      | 68126        |
| Bergheim                                      | 2.061                    | 19,16      | 108              | 68028      | 68750        |
| Guémar                                        | 1.464                    | 18,22      | 80               | 68113      | 68970        |
| Hunawihr                                      | 549                      | 4,81       | 114              | 68147      | 68150        |
| Illhaeusern                                   | 719                      | 10,46      | 69               | 68153      | 68970        |
| Mittelwihr                                    | 849                      | 2,42       | 351              | 68209      | 68630        |
| Ostheim                                       | 1.654                    | 8,16       | 203              | 68252      | 68150        |
| Ribeauvillé                                   | 4.723                    | 32,21      | 147              | 68269      | 68150        |
| Riquewihr                                     | 1.004                    | 17,04      | 59               | 68277      | 68340        |
| Rodern                                        | 396                      | 7,05       | 56               | 68280      | 68590        |
| Rorschwihr                                    | 366                      | 2,47       | 148              | 68285      | 68590        |
| Saint-Hippolyte                               | 945                      | 17,86      | 53               | 68296      | 68590        |
| Thannenkirch                                  | 457                      | 4,60       | 99               | 68335      | 68590        |
| Zellenberg                                    | 323                      | 4,96       | 65               | 68383      | 68340        |
| Communauté de communes du Pays de Ribeauvillé | 18.133                   | 166,52     | 109              | –          | –            |